# Zamora (geslacht)
Zamora is een geslacht van hooiwagens uit de familie Agoristenidae.
De wetenschappelijke naam Zamora is voor het eerst geldig gepubliceerd door Roewer in 1927. 

## Soorten
Zamora omvat de volgende 2 soorten:
- Zamora granulata
- Zamora vulcana